# Tertiär
| Fanerozoikum                 | Fanerozoikum       | Fanerozoikum | Fanerozoikum      |
| Eon                          | Era                | Period       | Miljoner år sedan |
| ---------------------------- | ------------------ | ------------ | ----------------- |
| Fanero- zoikum               | Kenozoikum         | Kvartär      | 2,6–0,0           |
| Fanero- zoikum               | Kenozoikum         | Neogen       | 23–2,6            |
| Fanero- zoikum               | Kenozoikum         | Paleogen     | 66–23             |
| Fanero- zoikum               | Mesozoikum         | Krita        | 145–66            |
| Fanero- zoikum               | Mesozoikum         | Jura         | 201–145           |
| Fanero- zoikum               | Mesozoikum         | Trias        | 252–201           |
| Fanero- zoikum               | Paleozoikum        | Perm         | 299–252           |
| Fanero- zoikum               | Paleozoikum        | Karbon       | 359–299           |
| Fanero- zoikum               | Paleozoikum        | Devon        | 419–359           |
| Fanero- zoikum               | Paleozoikum        | Silur        | 444–419           |
| Fanero- zoikum               | Paleozoikum        | Ordovicium   | 485–444           |
| Fanero- zoikum               | Paleozoikum        | Kambrium     | 541–485           |
| Protero- zoikum              | Neoprotero- zoikum | Ediacara     | tidigare          |
| Se även Geologisk tidsskala. |                    |              |                   |

Tertiär är en tidigare använd geologisk tidsperiod som varade mellan 65,5–2,6 miljoner år sedan. Den ingick ursprungligen i ett äldre geologiskt system med fyra geologiska perioder: primär, sekundär, tertiär och kvartär. I nutida geologi är tertiärtiden ersatt av perioderna paleogen och neogen, som utgör de första 96% av tiden i eran kenozoikum.
I Sverige finns det kända tertiära avlagringar i främst Skåne och Blekinge. I synnerhet finns upp till 180 meter mäktiga kalkavlagringar i Skåne från tertiärs nedersta etage, från Dan-tiden.
Under tertiärtiden ersatte däggdjuren de tidigare kräldjuren som de dominerande ryggradsdjuren på land och fåglarna utvecklades i många olika former.